# Pedro Fernández
Pour les articles homonymes, voir Fernández, Cuevas et Cobos.
Pedro Fernández (né José Martín Cuevas Cobos le 28 septembre 1969 à Guadalajara), est un acteur et chanteur mexicain.

## Biographie
En 1976, Pedro commence sa carrière à l'âge de 7 ans. Il enregistre différents disques et joue dans de nombreux films, ce qui lui offre la possibilité de pénétrer le marché cinématographique et de voyager à travers l'Europe où il remporte aussi du succès.
Parmi ses succès d'enfance il y a des chansons telles que : Corriente y canelo, Canto a la madre, Amigo, Guadalajara, La de los hoyitos, entre autres.
Durant son adolescence, il fait une incursion dans la musique pop, en enregistrant des titres comme Maniquí, Coqueta, Muñeca ojos de miel, Un sábado más, Delincuente, etc. À ses 18 ans il enregistre le succès : El Ganador (succès du groupe ABBA) et Absurda Confidencia (succès du groupe britannique Wham!).
Il enregistre aussi un disque, avec des chansons de Juan Gabriel, intitulé « Querida » où il fait un duo avec la chanteuse Karina du Venezuela.
Il participe à la telenovela Alcanzar una estrella II et intègre le groupe Muñecos de papel, en se joignant à des artistes comme Ricky Martin, Angélica Rivera, Bibi Gaytán, Sasha Sokol et Erick Rubín. Toutefois, il ne lui convient pas d'être dans le groupe. Il continue sa carrière dans le genre musical Pop avec un disque intitulé Por un amigo más et pour lequel il demande une autorisation au compositeur Ricardo Cocciante qui estime qu'on ne lui a pas demandé l'autorisation avant d'enregistrer le disque, mais cela n'empêche pas Pedro d'obtenir du succès avec des chansons comme: Taxi, Oye, Que no se acabe el mundo, "Oro", "No hay nada como una mujer" entre autres.
Pedro fait une pause de 3 ans sans enregistrement nouveau à cause de problèmes avec sa maison de disques. Celle-ci lui demande d'arrêter de faire de la musique ranchera. En 1993, sa nouvelle maison de disques Polygram lui ouvre les portes et il revient à la musique qui l'a vu naître et qu'il ne va plus jamais quitter. Il enregistre des titres comme : Lo mucho que te quiero, Gema, Los dos, Enamorada, Serenata Huasteca, entre autres.
Escúchame est enregistré en 2005 et Pedro Fernández est un atout à Mexico pour Universal Music. Il s'exprime dans une forme assez spéciale pour ne pas dire spectaculaire avec ¿Cómo quieres que te olvide?, Escúchame, Me encantas, No pasa nada, Yo nací pa' cantar, Eres toda una mujer, etc.
Il est invité à chanter pour la Reine Sofía, pour Pape Jean-Paul II, pour Arnold Schwarzenegger, gouverneur de Californie et pour l'ancien président des États-Unis George W. Bush.
En 2009, il retourne au petit écran après 15 ans d'absence.
En 2009-2010, il joue dans la telenovela de Televisa Hasta que el dinero nos separe au côté de Itatí Cantoral.
En 2012, il participe à la novela Cachito de cielo où il partage la vedette avec Maite Perroni.
En 2014, il joue dans la telenovela de Televisa Hasta el fin del mundo au côté de Marjorie de Sousa. Le 27 octobre 2014, il annonce son départ pour raison de santé.
En janvier 2015, le chanteur et acteur est annoncé sur la chaîne Telemundo comme coach dans l'émission de téléréalité “La Voz Kids 3”, à laquelle il participe avec l'Espagnole Natalia Jiménez et le Portoricain Daddy Yankee.
Son plus récent titre Si tuviera que decirlo est bien accueilli par le public peu de semaines après son lancement et est positionné au top 5 des hits-parades du Top Latin Songs - Mexico de Monitor Latino conduisant à un succès le plus important de sa carrière.

## Discographie
- 1978 : La de la mochila azul
- 1979 : Mama solita
- 1980 : La Mugrosita
- 1981 : Mis 9 Años
- 1981 : Guadalajara
- 1982 : La de los hoyitos
- 1982 : Rosa María
- 1983 : Pucheritos
- 1983 : Coqueta
- 1984 : Delincuente
- 1985 : Es un sábado más
- 1986 : El mejor de todos
- 1987 : Querida
- 1989 : Vicio
- 1990 : Por un amigo más
- 1991 : Muñecos de papel
- 1993 : Buscando el paraíso
- 1993 : Lo mucho que te quiero
- 1994 : Mi forma de sentir
- 1995 : Pedro Fernández
- 1996 : Deseos y delirios
- 1997 : Un mundo raro
- 1997 : Tributo a José Alfredo Jiménez
- 1998 : Aventurero
- 2000 : Yo no fui
- 2001 : Mi cariño
- 2002 : De corazón
- 2006 : Escúchame
- 2008 : Dime mi amor
- 2009 : Amarte a la antigua
- 2010 : Hasta Que el Dinero Nos Separe
- 2012 : No que no
- 2013 : Cachito de Cielo
- 2014 : Hasta el fin del mundo
- 2018 : Arránquense Muchachos

## Filmographie

### Films
- 1979 : La niña de la mochila azul
- 1979 : Garibaldi
- 1980 : Amigo
- 1980 : El oreja rajada
- 1980 : Mamá solita
- 1981 : Allá en la Plaza Garibaldi
- 1981 : La niña de la mochila azul II
- 1982 : Como Si Fueramos Novios
- 1982 : La mugrosita
- 1983 : Niño pobre, niño rico
- 1983 : La mugrosita
- 1983 : Los dos carnales
- 1983 : Coqueta
- 1984 : La niña de los hoyitos
- 1984 : Delincuente
- 1985 : Un sábado más
- 1987 : Pánico en la montaña
- 1988 : Vacaciones de terror
- 1989 : Vacaciones de terror II
- 1989 : Había una vez una estrella
- 1990 : Un corazón para dos
- 1990 : Trampa infernal
- 1992 : Crónica de un crimen
- 1992 : Comando de federales II
- 1992 : El ganador
- 1993 : Las Mil y Una Aventuras del Metro
- 1993 : Derecho de asilo

### Telenovelas
- 1985 : Juana Iris (Televisa) : Juan Bernardo
- 1987 : Tal como somos (Televisa) : Valerio Cisneros
- 1991 : Alcanzar una estrella II (Televisa) : Jorge Puente
- 1993-1994 : Buscando el paraíso (Televisa) : Julio
- 2009-2010 : Hasta que el dinero nos separe (Televisa) : Rafael Medina Núñez
- 2012 : Cachito de cielo (Televisa) : Salvador Santillán
- 2014 : Hasta el fin del mundo : Salvador « Chava » Cruz #1